# Typostola heterochroma
Typostola heterochroma är en spindelart som beskrevs av Hirst 1999. Typostola heterochroma ingår i släktet Typostola och familjen jättekrabbspindlar. Inga underarter finns listade i Catalogue of Life.